# Tsai Ming-liang
Pour les articles homonymes, voir Tsai.
Dans ce nom chinois, le nom de famille, Tsai, précède le nom personnel.
Tsai Ming-liang (chinois : 蔡明亮 ; pinyin : Cài Míngliàng), né le 27 octobre 1957 à Kuching, en Malaisie, est un réalisateur taïwano-malaisien.

## Biographie
Tsai nait en Malaisie et y passe les vingt premières années de sa vie dans la ville de Kuching. Il part ensuite pour Taipei (Taïwan) étudier les arts dramatiques et le cinéma à l'Université Culturelle de Chine. Il commence sa carrière comme producteur pour le théâtre. Il écrit ensuite des scénarios et réalise pour la télévision de Hong Kong plusieurs moyens-métrages sur l'adolescence dont Tous les coins du monde en 1989 et Les Garçons en 1991.
Ses films sont produits par le studio officiel du Kuomintang, le central Motion Pictures Corporation, le même qui produisit les premiers films de la nouvelle vague taïwanaise.
Il passe au cinéma en 1992 avec Les Rebelles du dieu néon. Il devient peu à peu une des valeurs sûres de la seconde vague taïwanaise en offrant une vision pessimiste de la société. Il s'intéresse à la difficulté de communiquer et d'aimer à travers des adolescents perdus.
Il réalise en 1994 Vive l'amour, une réflexion sur l'amour qui reçoit le Lion d'or à la Mostra de Venise. Il poursuit avec le drame La Rivière, couronné de l'Ours d'argent à Berlin.
En 1998, il aborde la science-fiction avec The Hole, sélectionné au Festival de Cannes, qui confirme son talent.
En 2001, Tsai Ming-liang réalise Et là-bas, quelle heure est-il ?, également sélectionné à Cannes. L'année suivante, il signe le court métrage Le pont n'est plus là puis le poétique Goodbye, Dragon Inn.
Il revient en 2005 avec la comédie musicale La Saveur de la pastèque qui se démarque de ses films précédents.
En 2006, il réalise I Don't Want to Sleep Alone qui se passe en Malaisie.
En 2009, il réalise Visage — film hommage à la Nouvelle Vague — au musée du Louvre avec Fanny Ardant, Laetitia Casta, Jean-Pierre Léaud et son acteur fétiche Lee Kang-sheng. Ce film est sélectionné en compétition au 62e Festival de Cannes.
À partir de 2012, il réalise une série de films destinés à être montrés dans des musées avec le personnage du Marcheur ou Walker, inspiré du moine bouddhiste Xuanzang et interprété par Lee Kang-sheng, qui marche avec une extrême lenteur dans différents environnements.
En 2013, son film Les Chiens errants, drame intimiste sur l'errance d'un père et de ses deux enfants dans les rues de Taipei, obtient le Grand Prix du Jury à la Mostra de Venise.
À l'automne 2022, le Centre Pompidou organise une rétrospective de son œuvre à l'occasion de la sortie dans les salles françaises de Days.

## Filmographie

### Réalisateur

#### Longs métrages
- 1992 : Les Rebelles du dieu néon (青少年哪吒, Ch'ing shaonien na cha)
- 1994 : Vive l'amour (愛情萬歲, Àiqíng wànsuì)
- 1997 : La Rivière (河流, Hé liú)
- 1998 : The Hole (洞, Dòng)
- 2001 : Et là-bas, quelle heure est-il ? (你那边几点, Nǐ neibiān jǐdiǎn)
- 2003 : Goodbye, Dragon Inn (不散, Bú sàn)
- 2005 : La Saveur de la pastèque (天边一朵云, Tiān biān yi duǒyún)
- 2006 : I Don't Want to Sleep Alone (黑眼圈, Hēi yǎnquān)
- 2009 : Visage
- 2013 : Les Chiens errants (郊遊, Jiāo yóu)
- 2020 : Days (日子, Rìzi)

#### Courts métrages
- 2001 : A Conversation with God
- 2002 : Le pont n'est plus là (Tianqiao bu jianle)
- 2003 : Moonlight on the River
- 2004 : Welcome to São Paulo (segment Aquarium)
- 2007 : Chacun son cinéma (segment It's a Dream)
- 2009 : Twenty Puccini (segment Madame Butterfly)
- 2019 : Light (光) (documentaire)
- 2021 : The Night (良夜不能留, Liang ye bu neng liu) (documentaire)
- 2021 : Wandering (moyen-métrage)

##### Documentaires
- 2015 : Afternoon (那日下午, Na ri xia wu)
- 2018 : Your Face (你的臉, Ni de lian)

#### Films d'art
Série des Walker films :
- 2012 : No Form (20 min)
- 2012 : Walker (27 min)
- 2012 : Diamond Sutra (20 min)
- 2012 : Sleepwalk (20 min)
- 2013 : Walking on Water (29 min)
- 2014 : Le Voyage en Occident (西遊, Xīyóu, 56 min)
- 2015 : No no sleep (无无眠, Wu wu mian, 34 min)
- 2018 : Sand (81 min)
- 2022 : Where (91 min)

#### Téléfilms
- 1989 : All the Corners of the World
- 1990 : My Name is Mary
- 1990 : Li Hsiang's Love Line
- 1990 : Ah Hsiung's First Love
- 1991 : Give Me a Home
- 1991 : Boys (Xiao hai)
- 1995 : My New Friends (Wo xin renshi de pengyou)
- 2001 : The Missing Moon
- 2001 : My Stinking Kid

### Scénariste
Tsai Ming-liang est scénariste de tous ses longs métrages de cinéma
- 1982 : Windmill and Train
- 1982 : Little Fugitive
- 1984 : Run Away (Ce ma ru lin) de Wang T'ung
- 1985 : Papa's Spring (Yang chun lao ba) de Wang T'ung
- 1985 : Kung Fu Kids III : The Orphan's Journey
- 1987 : Yellow Story
- 1989 : Endless Love (TV)
- 2002 : Le Pont n'est plus là (Tianqiao bu jianle)

### Installations
- 2004 : Hua Diao (Jin Men Bunker Museum)
- 2007 : It's a Dream (Installation vidéo, Venise, 2007)
- 2022 : Walker (installation vidéo, centre Georges-Pompidou, Paris)

## Théâtre
- 1981 : Instant Bean Sauce Noodle
- 1982 : A Sealed Door in the Dark
- 1983 : Wardrobe in the Room
- 1984 : Apartment Romance
- 1998 : Hsiao-Kang and a Table

## Distinctions

### Récompenses
- Lion d'or et Prix FIPRESCI lors de la Mostra de Venise 1994 pour Vive l'Amour
- Ours d'argent - Grand prix du jury lors de la Berlinale 1997  pour La Rivière
- Prix FIPRESCI du Festival de Cannes 1998 pour The Hole
- Prix du jury à un technicien (Tu Duu-Chih) au Festival de Cannes 2001 pour Et là-bas, quelle heure est-il ?
- Prix FIPRESCI de la Mostra de Venise 2003 pour Good Bye, Dragon Inn
- Ours d'argent de la meilleure contribution artistique lors de la Berlinale 2005 pour La Saveur de la pastèque
- Mostra de Venise 2013 : Lion d'argent - Grand prix du jury pour Les Chiens errants